# Осейкис (тауншип, Миннесота)
Осейкис (англ. Osakis) — тауншип в округе Дуглас, Миннесота, США. На 2000 год его население составило 584 человека.

## География
По данным Бюро переписи населения США площадь тауншипа составляет 88,4 км², из которых 81,2 км² занимает суша, а 7,1 км² — вода (8,06 %).

## Демография
По данным переписи населения 2000 года здесь находились 584 человека, 216 домохозяйств и 166 семей.  Плотность населения —  7,2 чел./км².  На территории тауншипа расположено 324 постройки со средней плотностью 4 постройки на один квадратный километр. Расовый состав населения: 98,80 % белых, 0,17 % c Тихоокеанских островов и 1,03 % приходится на две или более других рас. Испанцы или латиноамериканцы любой расы составляли 0,17 % от популяции тауншипа.
Из 216 домохозяйств в 37,5 % воспитывались дети до 18 лет, в 69,9 % проживали супружеские пары, в 3,2 % проживали незамужние женщины и в 23,1 % домохозяйств проживали несемейные люди. 20,4 % домохозяйств состояли из одного человека, при том 7,4 % из — одиноких пожилых людей старше 65 лет. Средний размер домохозяйства — 2,70, а семьи — 3,13 человека.
30,3 % населения младше 18 лет, 5,3 % в возрасте от 18 до 24 лет, 26,0 % от 25 до 44, 25,9 % от 45 до 64 и 12,5 % старше 65 лет. Средний возраст — 39 лет. На каждые 100 женщин приходилось 109,3 мужчин.  На каждые 100 женщин старше 18 приходилось 114,2 мужчин.
Средний годовой доход домохозяйства составлял 35 909 долларов, а средний годовой доход семьи —  46 563 доллара. Средний доход мужчин —  30 417  долларов, в то время как у женщин — 21 458. Доход на душу населения составил 16 130 долларов. За чертой бедности находились 9,6 % семей и 11,4 % всего населения тауншипа, из которых 10,9 % младше 18 и 12,5 % старше 65 лет.